# Кастор, Дина
Дина Мишель Кастор (англ. Deena Michelle Kastor) — американская бегунья на длинные дистанции, которая специализируется в марафоне. Бронзовая призёрка олимпийских игр 2004 года. На Олимпиаде в Сиднее бежала дистанцию 10 000 метров, но не смогла выйти в финал. На олимпийских играх в Пекине не смогла закончить дистанцию. Восьмикратная победительница чемпионата США по кроссу. Двукратная серебряная призёрка чемпионата мира по кроссу 2002 года в личном первенстве и командном зачёте. На чемпионате мира по кроссу 2003 года заняла 2-е место в личном первенстве и 3-е место в командном зачёте. Действующая рекордсменка США в марафоне и полумарафоне. В мировой серии World Marathon Majors сезона 2006/2007 заняла 8-е место.
Личный рекорд в марафоне — 2:19.36 — это 10-е место в списке самых быстрых марафонцев.

## Достижения
- 3-е место на Лондонском марафоне 2003 года — 2:21.15
- Победительница Чикагского марафона 2005 года — 2:21.25
- Победительница Лондонского марафона 2006 года — 2:19.36